# Малый Чащивец
Малый Чащивец — деревня в Осташковском городском округе Тверской области.

## География
Находится в западной части Тверской области на расстоянии приблизительно 26 км на северо-запад по прямой от города Осташков.

## История
Деревня Честивица была показана ещё на карте 1825 года. В 1859 году здесь (деревня ЧещивецОсташковского уезда) было учтено 5 дворов, в 1939 — 9. До 2017 года входила в Залучьенское сельское поселение Осташковского района до их упразднения.

## Население
Численность населения: 31 человек (1859 год), 2 (русские 100 %) в 2002 году, 11 в 2010.